# Helicteres eichleri
Helicteres eichleri är en malvaväxtart som beskrevs av Karl Moritz Schumann. Helicteres eichleri ingår i släktet Helicteres och familjen malvaväxter. Inga underarter finns listade i Catalogue of Life.